# Keith James Laidler
Keith James Laidler (* 3. Januar 1916 in Liverpool; † 26. August 2003) war ein britisch-kanadischer Chemiker (Physikalische Chemie) und Chemiehistoriker.

## Leben
Laidler ging in Liverpool zur Schule und studierte Chemie an der Universität Cambridge (Trinity College) mit dem Bachelor-Abschluss 1934 und an der Universität Oxford, an der er seinen Master-Abschluss erhielt und 1938 in Physikalischer Chemie (Kinetik) promoviert wurde (D. Sc.). Er war ein Schüler von Cyril Norman Hinshelwood. Danach ging  er in die USA und wurde 1940 an der Princeton University nochmals bei Henry Eyring mit der Arbeit The Kinetics of Reactions in Condensed and Heterogeneous Systems promoviert (Ph.D.). Im Zweiten Weltkrieg arbeitete er im Auftrag der kanadischen Regierung in England. 1955 wurde er Professor an der University of Ottawa. 1981 wurde er emeritiert, hielt aber weiter Vorlesungen.
Er trug zur Eyring-Theorie (Transition State Theory) bei und befasste sich mit der Physikalischen Chemie (Kinetik) von Enzymen sowie mit Geschichte der Physikalischen Chemie (insbesondere mit seinem Buch The world of physical chemistry).
1996 erhielt er den Dexter Award (die zugehörige Vorlesung hielt er über den unterschiedlichen Chemiker-Stil von Henry Eyring und Nevil Sidgwick). Er war seit 1960 Fellow der Royal Society of Canada, deren Queen´s Jubilee Medal (1977), Centenary Medal (1982) und Henry Marshall Tory Medal (1987) er erhielt.
Der Keith J. Laidler Award des Chemical Institute of Canada für Physikalische Chemie ist nach ihm benannt.

## Schriften
Über Chemie und Physikalische Chemie:
- mit Henry Eyring, Samuel Glasstone: The Theory of Rate Processes: The Kinetics of Chemical Reactions, Viscosity, Diffusion, and Electrochemical Phenomena, McGraw Hill 1941
- Chemistry of Enzymes, 1954
- The Chemical Kinetics of Excited States,  1955
- The Chemical Kinetics of Enzyme Reactions, Clarendon Press 1958
- Reaction Kinetics, 2 Bände, Pergamon Press 1963
  - Deutsche Ausgabe: Reaktionskinetik, 2 Bände, BI Hochschultaschenbücher, 1970, 1973
- mit Peter S. Bunting: The Chemical Kinetics of Enzyme Action, 1958, 2. Auflage, Oxford: Clarendon Press 1973
- Principles of Chemistry, 1966
- Theories of Chemical Reaction Rates, McGraw Hill 1969
- Physical Chemistry with Biological Applications 1978
- Physical Chemistry 1982
- Chemical Kinetics, 3. Auflage, Harper and Row 1983

Über Chemiegeschichte:
- The World of Physical Chemistry, Oxford University Press 1993
- mit M. Christine King: The Development of Transition State Theory, Journal of Physical Chemistry 1983
- The Development of the Arrhenius Equation, Journal of Chemical Education, 1984
- A Century of Solution Chemistry, Pure and Applied Chemistry, 1990
- Lessons from the History of Chemistry, Accounts of Chemical Research 1995
- Van’t Hoff and the Scientific Imagination, Chemical Intelligencer, 2000

Populärwissenschaftliche Bücher: 
- To Light Such a Candle: Chapters in the History of Science and Technology, 1998
- Energy and the Unexpected 2002
- The Harmonious Universe:The Beauty and Unity of Scientific Understanding 2004
- Science and Sensibility: The Elegant Logic of the Universe, 2004